# Ekbackens naturreservat

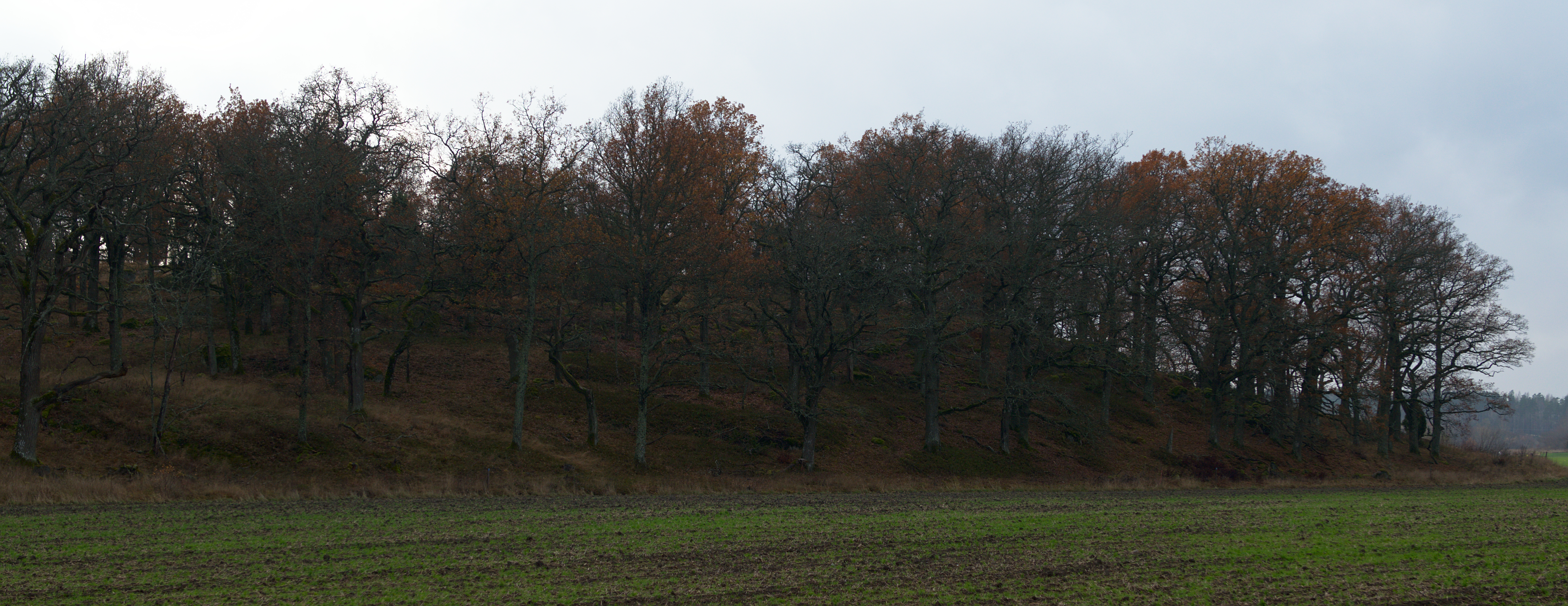
Ekbacken sett över åkern på norra sidan.

Ekbacken är ett naturreservat i Eskilstuna kommun i Södermanlands län. Området ligger sydväst om tätorten Torshälla och norr om tätorten Eskilstuna. Torshälla golfklubb ligger i anslutning till Ekbacken.

## Naturreservatet
Naturreservatet är 6,3 hektar stort och omfattar som namnet antyder en kulle som domineras av ekar. Området begränsas i öster av Eskilstunaån och i väster av Norra Södermanlands Järnväg. Åt norr och söder finns åkermark. Ekbacken omges av öppna marker vilket gör att kullen syns väl i landskapet.
Ekbacken har stigar runt kullen men det går också bra att vandra fritt. Här finns iordningställda rastplatser. Under våren blommar backen med vitsippor och efter det med liljekonvalj. Ekarna i området gör att det finns arter som Gulpudrad spiklav samt Oxtungsvampar, här finns även en mängd insekter.
Inom området finns två fornlämningar i form av stensättningar. Ekbacken har även några gamla husgrunder.

## Syfte
Syftet med reservatet är att bevara kulturmiljövärden samt att det ska kunna användas som ett rekreationsområdet som ligger nära Torshälla. Beslutet vid bildandet nämner även ekskogens utveckling samt att det här ska finnas både död ved och grova träd. Speciellt nämns de rödlistade arterna brunskaftad blekspik samt rutskinn. Även områdets kulturhistoriska bakgrund nämns som viktigt att bevara.

## Historia
Skogsstyrelsen klassade området som nyckelbiotop vid inventeringen 1997. Eskilstuna kommun markerade området som kommunalt naturvårdsintresse år 2005. Beslut om naturreservat fattades 23 september 2010.

## Bilder

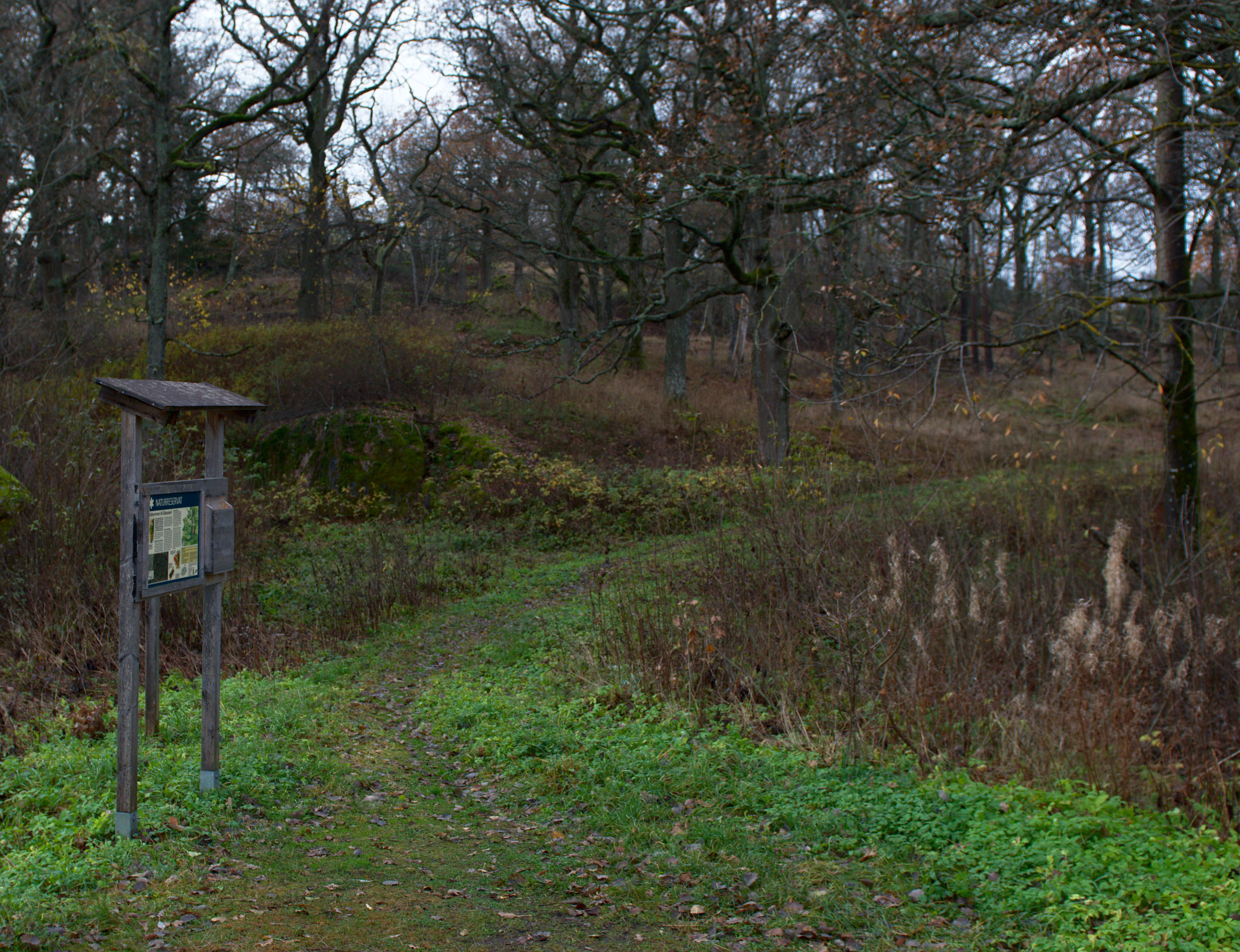
Ingång till reservatet från öster.
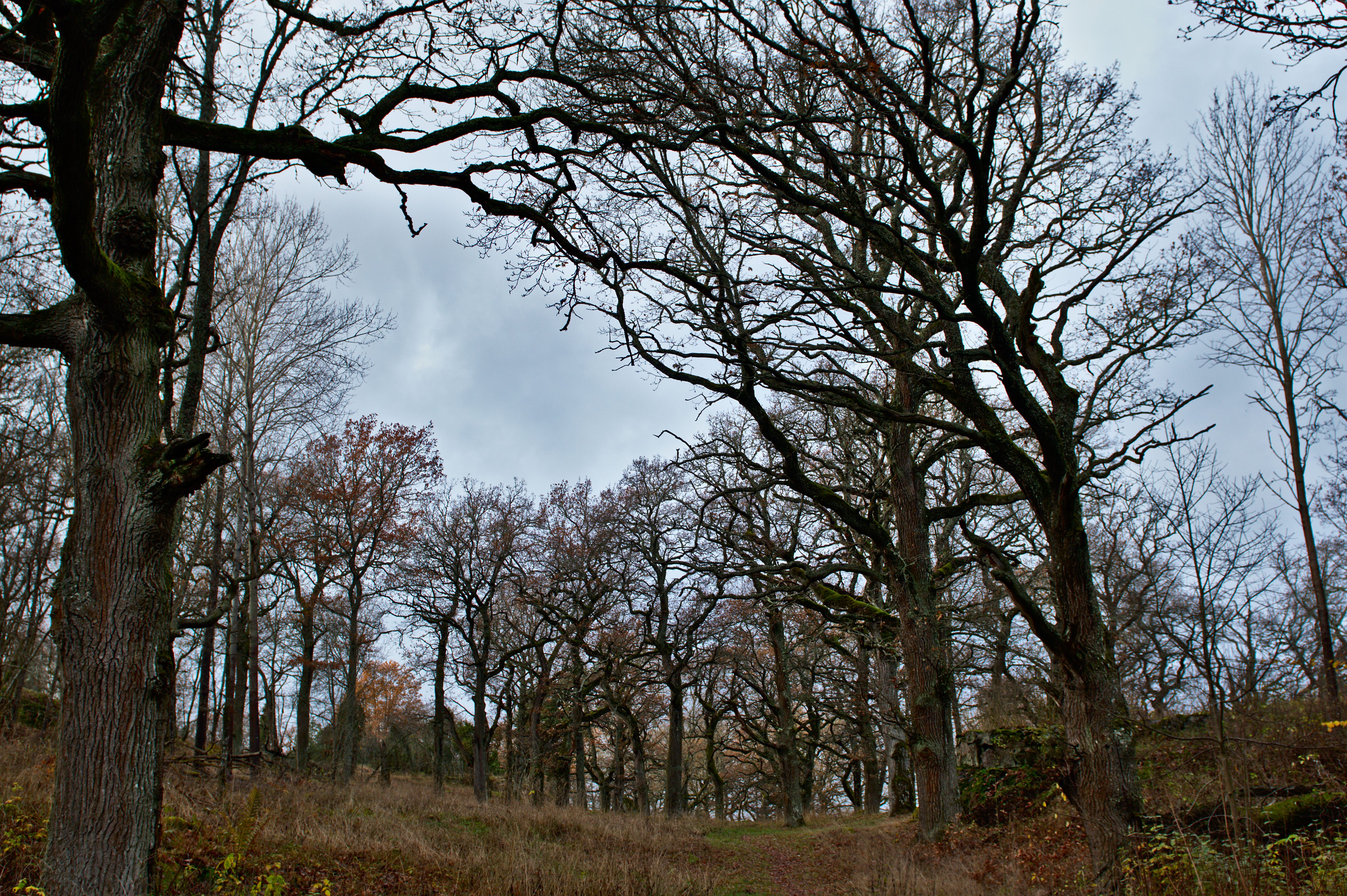
Ekar i uppförsbacke.
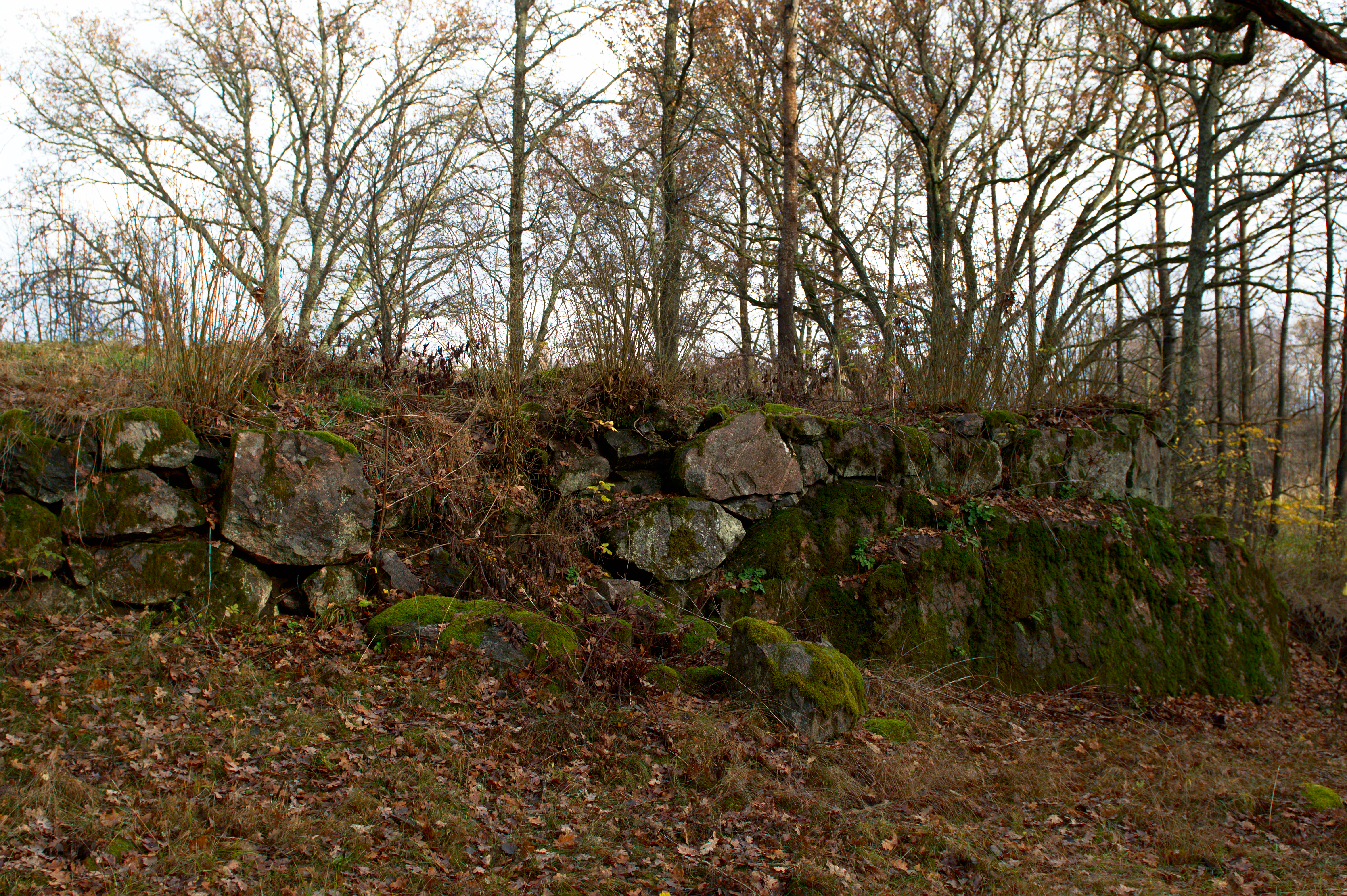
En gammal husgrund.
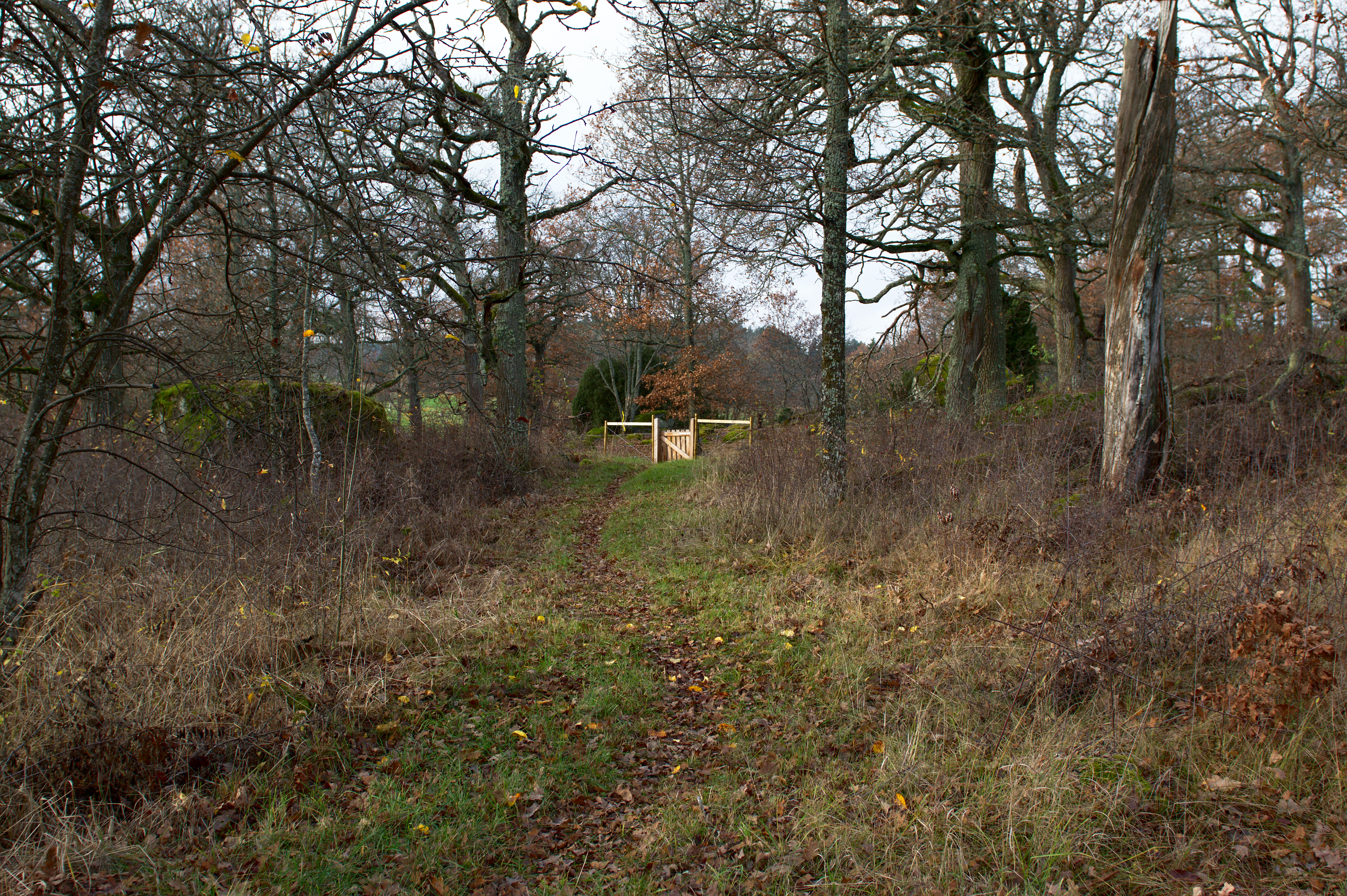
Här finns mindre stigar och en hage.
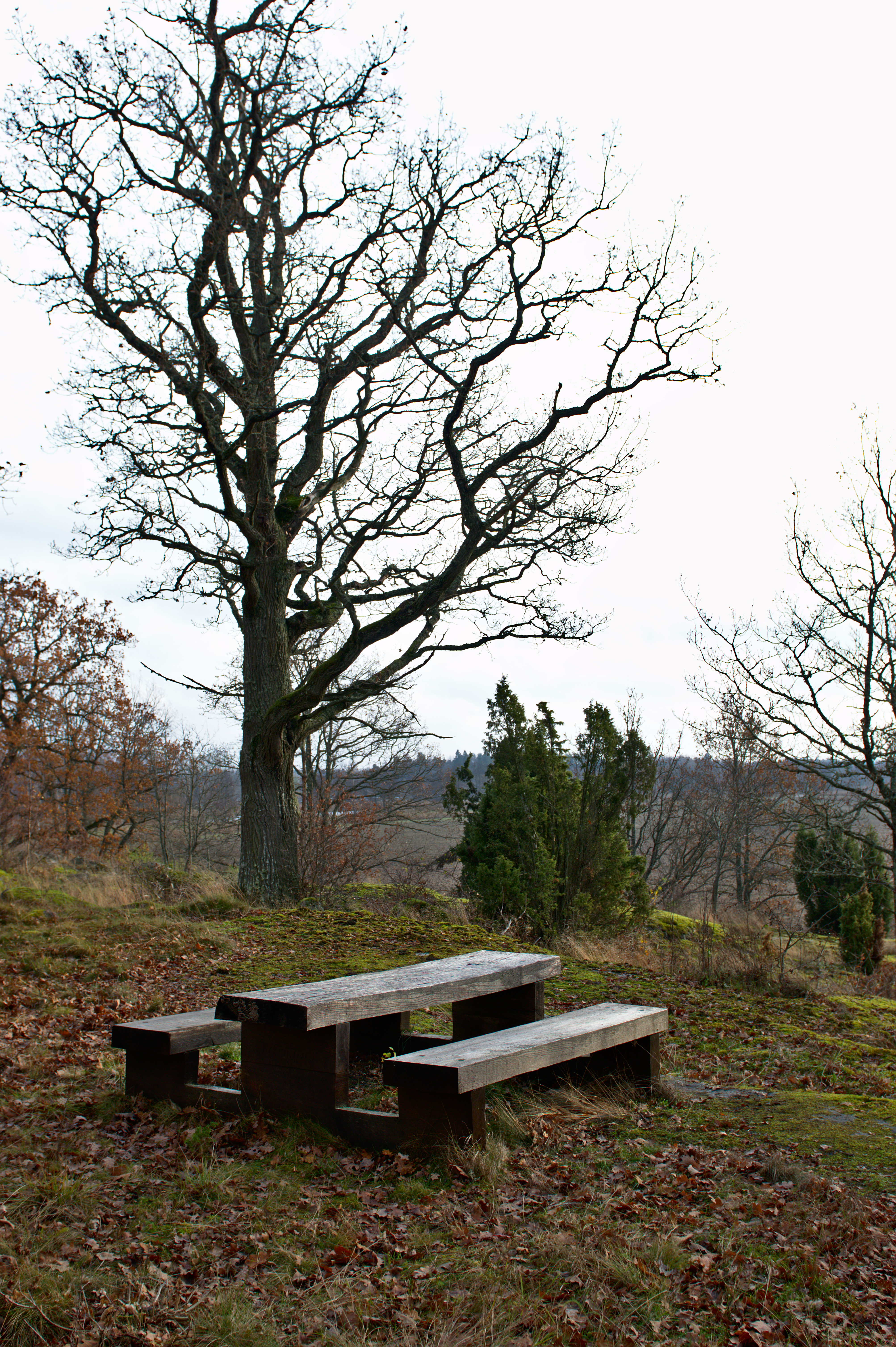
Bänkar med utkiksplats.
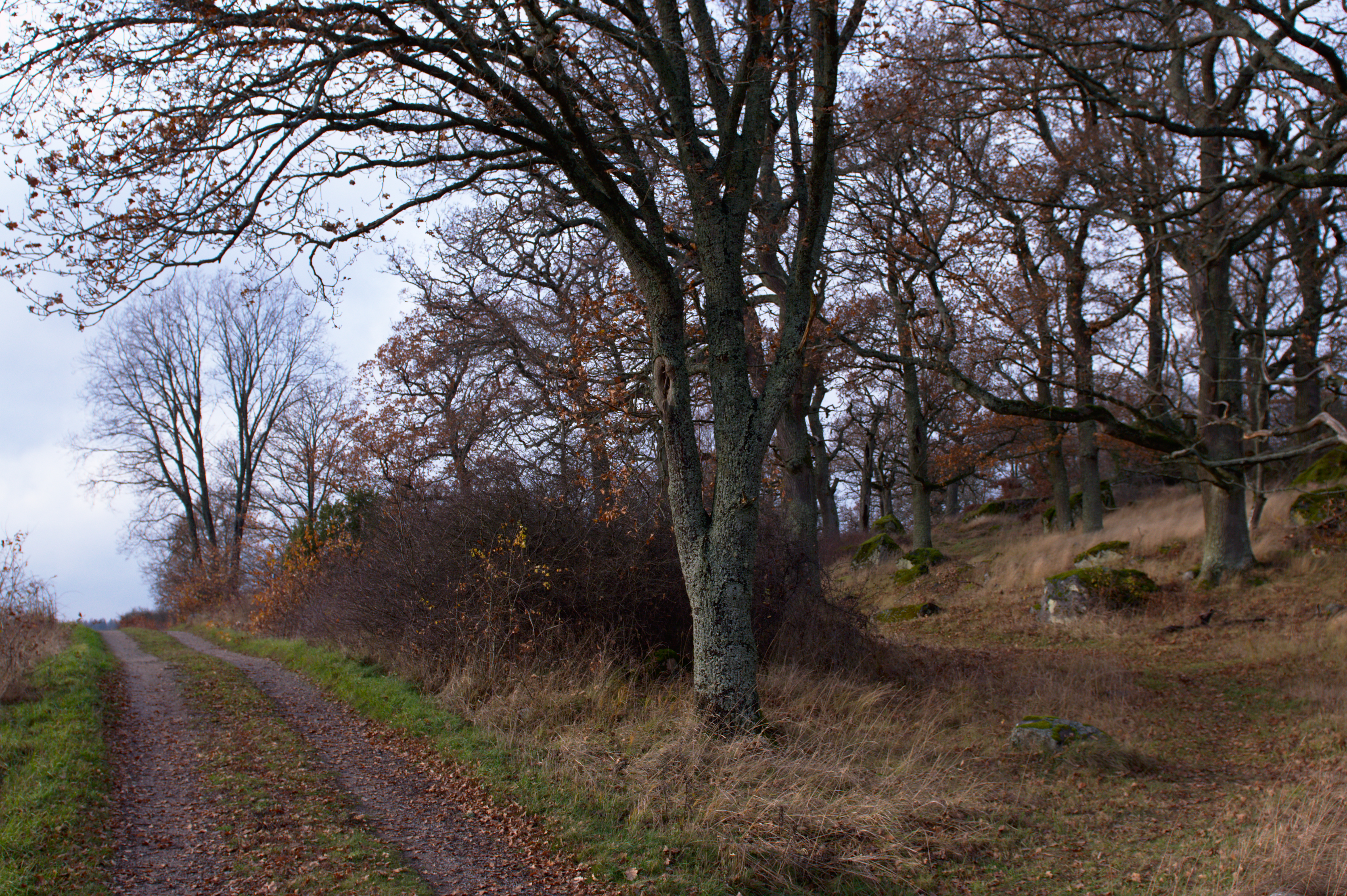
Väg vid den södra gränsen.